# Dihydrobioptérine
 (novembre 2013).
Si vous disposez d'ouvrages ou d'articles de référence ou si vous connaissez des sites web de qualité traitant du thème abordé ici, merci de compléter l'article en donnant les références utiles à sa vérifiabilité et en les liant à la section « Notes et références ».
La dihydrobioptérine (BH2) est une ptérine produite lors de la synthèse de la DOPA, de la dopamine, de la sérotonine, de la noradrénaline, de l'adrénaline et de la guanosine dans le foie et dans le rein.